# Dienerella angelinii
Dienerella angelinii es una especie de coleóptero de la familia Latridiidae.

## Distribución geográfica
Habita en Calabria (Italia).